# Negazione espletiva
La negazione espletiva (o fraseologica) è in linguistica la comparsa facoltativa di un elemento con valore di negazione (ad esempio, l'italiano non), senza che cambi il significato della frase. Si parla anche di negazione pleonastica, dato che la presenza della negazione è ritenuta superflua (pleonastica) o giustificata al più da considerazioni stilistiche.
1. Si osservi la seguente coppia di enunciati:
- Aspetto finché mia figlia tornerà a casa
- Aspetto finché mia figlia "non" tornerà a casa.

Entrambi, caratterizzati dallo stesso significato, indicano un'attesa che perdura fino a un evento descritto nella proposizione secondaria (il ritorno della figlia). In questo caso, si tratta di una proposizione temporale introdotta da finché, la quale prevede l'eventualità di usare la negazione; è questo uno dei fenomeni più frequenti in cui si può osservare l'eventuale presenza del non pleonastico.
2. Può esprimere sorpresa, soprattutto nella frase interrogativa:
- Sai che succede in casa mia? Mia figlia rientra a casa dopo le vacanze... ti pare che proprio in quel momento (non) ritrova le chiavi di casa che erano sparite da un anno?[3]

3. Ricorre in frasi introdotte da per poco, seguite dall'imperfetto:
- Per poco mia figlia (non) cadeva

e in frasi rette da poco mancò che:
- Poco mancò che mia figlia (non) finisse in acqua.[4]

4. Il non pleonastico può comparire anche in due tipi di proposizioni secondarie al congiuntivo, quasi a sottolinearne il significato in qualche modo irreale. Si tratta della proposizione comparativa
- Mia figlia ritorna a casa prima di quanto (non) abbiamo creduto possibile

e di quella introdotta da a meno che (si tratta della proposizione eccettuativa):
- Vado a dormire a meno che mia figlia (non) rientri in casa.

5. È pleonastico anche il non che può precedere la congiunzione appena:
- Mia figlia risponde (non) appena può.[5]

Oggi l'uso del non pleonastico, una volta obbligatorio, viene considerato facoltativo, piuttosto imprevedibile ed assai difficile da spiegare in maniera esauriente, anche se compare tendenzialmente in enunciati dove si riscontra la presenza di parole già in una certa maniera caratterizzate da tratti semantici negativi. È questo fatto a giustificare – almeno in parte – la dizione di pleonasmo.
Fenomeni non necessariamente identici, ma senz'altro paragonabili, si ritrovano in svariati idiomi come la lingua ebraica oppure l'hindi. A titolo di esempio si pensi qui alla grammatica francese, con un uso della negazione spesso in combinazione con il congiuntivo, e non pienamente giustificato da considerazioni di significato:
- Elle arrive plus facilement que je ne l'espérais
- Lei arriva più facilmente di quanto io (non) sperassi

- Je pars avant qu'elle ne vienne
- Parto prima che lei venga

- Je crains qu'elle ne vienne
- Temo che lei venga.

La negazione ne (incompleta dato che manca il secondo operatore pas) assume infatti un ruolo paragonabile a quello di non; tuttavia, persino il confronto con il francese, strettamente imparentato all'italiano, mette in evidenza differenze significative tra le varie lingue (vedi esempio del verbo temere).